# Papa Inocêncio IV
Papa Inocêncio IV (1195 – 7 de dezembro de 1254), nascido Sinibaldo Fieschi, foi eleito o 180º Papa em 25 de junho de 1243, depois de dois anos de sede vacante. Pontificou por 11 anos, até sua morte. Lutou duramente contra o imperador Frederico II. Por este motivo, teve que abandonar Roma. O imperador faleceu em 1250 e só nessa altura Inocêncio pôde regressar a Roma.
O Papa Gregório IX previamente tinham enviado cartas ordenando a queima de todas as cópias do Talmud pela Europa Cristã. São Luís IX, rei da França, por causa destas cartas, criou um tribunal em Paris em 1240, que julgou o Talmud culpado de 35 acusações. Vinte e quatro carretas de Talmud foram queimadas.
Inicialmente, Inocêncio IV continuou a política de Gregório, ordenando que o Talmud fosse queimado em 1244. No entanto, um argumento foi apresentado alegando que isto era uma negação da política de tolerância da Igreja ao judaísmo. O novo Papa aceitou este argumento e no ano de 1247, reverteu a orientação e escreveu cartas para que o livro fosse censurado ao invés de queimado. Esta posição foi continuada por Papas seguintes.
A 15 de Maio de 1252, promulgou a bula Ad extirpanda autorizando a tortura contra os hereges.
Durante seu pontificado, houve a Sétima Cruzada, terminando com derrota para os cristãos.